# Embrace (album Embrace)
Embrace – jedyny album zespołu Embrace wydany w 1987 roku przez wytwórnię Dischord Records. Materiał nagrano w listopadzie 1985 oraz w lutym 1986 roku w studiu "Inner Ear" (Arlington).

## Lista utworów
1. "Give Me Back" (Embrace) – 2:30
2. "Dance of Days" (Embrace) – 2:16
3. "Building" (Embrace) – 1:58
4. "Past" (Embrace) – 1:53
5. "Spoke" (Embrace) – 2:00
6. "Do Not Consider Yourself Free" (Embrace) – 2:24
7. "No More Pain" (Embrace) – 3:11
8. "I Wish I" (Embrace) – 2:11
9. "Said Gun" (Embrace) – 2:11
10. "Can't Forgive" (Embrace) – 2:32
11. "Money" (Embrace) – 2:38
12. "If I Never Thought About It" (Embrace) – 2:32
13. "End of a Year" (Embrace) – 2:37
14. "Last Song" (Embrace) – 2:40

CD 2002
1. "Money" (Embrace) – 2:49
2. "Dance of Days" (Embrace) – 2:41

## Skład
- Ian MacKaye – śpiew
- Michael Hampton – gitara
- Chris Bald – gitara basowa
- Ivor Hanson – perkusja

produkcja
- Don Zientara – inżynier dźwięku
- Embrace – producent (1-11)
- Ian MacKaye – producent (12-16)
- Edward Janney – producent (12-16)